# Cameron Waters
Cameron Waters (ur. 3 sierpnia 1994 w Mildura) – australijski kierowca wyścigowy startujący w wyścigach Supercars.

## Życiorys
Waters rozpoczął ściganie od kartingu w 2001 roku w wieku 7 lat. Kolejnymi krokami w karierze była Australijska Formuła Vee (2009) i Australijska Formuła Ford (2010-2011) którą wygrał w drugim sezonie startów.
W 2011 zaliczył też pierwsze starty w serii Fujitsu V8 Supercar Series, czyli w kategorii będącej niższym szczeblem głównej serii Supercars. Kontynuował w niej starty do 2015 roku (wtedy pod nazwą V8 Supercar Dunlop Series), gdy został jej mistrzem.
W 2011 wystartował również po raz pierwszy w prestiżowym wyścigu Bathurst 1000 jako najmłodszy kierowca w historii. Start w wyścigu był nagrodą za zwycięstwo w telewizyjnym programie reality show Shannons Supercar Showdown w którym rywalizowało dziesięciu młodych kierowców.
W 2015 zaliczył pierwsze solowe starty w głównej serii Supercars (wcześniej startował regularnie w rundach enduro jako drugi kierowca), zastępując Chaza Mosterta, który miał duży wypadek podczas kwalifikacji do Bathurst 1000 i musiał pauzować do końca sezonu.
Od sezonu 2016 startuje Supercars w zespole Ford Performance Racing (obecnie pod nazwą Tickford Racing). W 2017 wygrał swój pierwszy wyścig tej serii.

## Wyniki

### Podsumowanie
| Sezon     | Seria                                   | Zespół                      | Starty | PP | Zwyc. | Punkty | Pozycja |
| --------- | --------------------------------------- | --------------------------- | ------ | -- | ----- | ------ | ------- |
| 2010      | Victorian Formula Ford Series           | Waters Motorsport           | 12     | 0  | 4     | 275    | 1.      |
| 2010      | Australian Formula Ford Championship    | Waters Motorsport           | 22     | 0  | 0     | 115    | 6.      |
| 2011      | Australian Formula Ford Championship    | Sonic Motor Racing Services | 23     | 5  | 8     | 331    | 1.      |
| 2011      | Fujitsu V8 Supercar Series              | Kelly Racing                | 3      | 0  | 0     | 86     | 35.     |
| 2011      | International V8 Supercars Championship | Kelly Racing                | 1      | 0  | 0     | 0      | 83.     |
| 2012      | Dunlop V8 Supercar Series               | DreamTime Racing            | 10     | 0  | 0     | 384    | 23.     |
| 2012      | International V8 Supercars Championship | Kelly Racing                | 1      | 0  | 0     | 90     | 71.     |
| 2012      | V8 SuperTourers                         | M2 Racing                   | 5      | 0  | 0     | 673    | 36.     |
| 2013      | Dunlop V8 Supercar Series               | Minda Motorsport            | 18     | 0  | 0     | 956    | 10.     |
| 2014      | Dunlop V8 Supercar Series               | Ford Performance Racing     | 13     | 5  | 2     | 1439   | 2.      |
| 2014      | International V8 Supercars Championship | Charlie Schwerkolt Racing   | 5      | 0  | 0     | 321    | 42.     |
| 2014/2015 | BNT NZ SuperTourers                     | Cunningham Motorsport       | 9      | 0  | 2     | 707    | 17.     |
| 2015      | V8 Supercars Dunlop Series              | Prodrive Racing Australia   | 16     | 4  | 10    | 1966   | 1.      |
| 2015      | International V8 Supercars Championship | Prodrive Racing Australia   | 10     | 0  | 0     | 595    | 32.     |
| 2016      | International V8 Supercars Championship | Prodrive Racing Australia   | 30     | 1  | 0     | 1423   | 19.     |
| 2017      | Supercars Championship                  | Prodrive Racing Australia   | 26     | 2  | 1     | 2173   | 8.      |
| 2018      | Supercars Championship                  | Tickford Racing             | 30     | 0  | 0     | 1873   | 16.     |
| 2019      | Supercars Championship                  | Tickford Racing             | 31     | 1  | 0     | 2588   | 7.      |
| 2020      | Supercars Championship                  | Tickford Racing             | 27     | 1  | 1     | 2125   | 2.      |
| 2021      | Supercars Championship                  | Tickford Racing             | 31     | 4  | 3     | 2369   | 5.      |
| 2022      | Supercars Championship                  | Tickford Racing             | 34     | 10 | 3     | 2908   | 2.      |
| 2023      | Supercars Championship                  | Tickford Racing             |        |    |       |        |         |